# City Hunter
City Hunter (シティーハンター?, Shitī Hantā) è un manga scritto e disegnato da Tsukasa Hōjō, serializzato sulla rivista Weekly Shōnen Jump di Shūeisha dal febbraio 1985 al novembre 1991. In Italia è stato pubblicato da Star Comics dal gennaio 1996 al marzo 1999 sulla collana Starlight, successivamente è stato ristampato dalla Panini Comics.
Una serie anime, prodotta da Sunrise, è stata trasmessa in Giappone su Yomiuri TV dall'aprile 1987 all'ottobre 1991 ed è andata in onda anche in Italia dal gennaio 1997 sull'emittente televisiva Italia 7. Conta 140 episodi, divisi in quattro serie.
Il successo ha convinto Hōjō a produrre uno spin-off: Angel Heart, in cui, pur comparendo quasi tutti i protagonisti di City Hunter, l'ambientazione diventa un universo parallelo in cui alcuni eventi si sono svolti in modo diverso.

## Trama
Ryo Saeba è City Hunter, giustiziere metropolitano che ha giurato di difendere vittime indifese dai soprusi e dalle violenze. Insieme a Kaori Makimura sono un gruppo indipendente, che agisce nell'ombra e che può essere assoldato come guardia del corpo e investigatore privato. Una serie di casi, uno dopo l'altro, scoprono piano piano il passato e le relazioni fra i personaggi tra azione, avventura e humour.
Col tempo si aggiungono alcuni personaggi che ritornano più avanti, diventando comprimari della storia: la bellissima Saeko Nogami, seducente ma infida detective della polizia di Tokyo, che arruola Ryo per i suoi incarichi promettendo una notte di sesso che puntualmente non si verificherà mai; la detective privata Reika Nogami, sorella di Saeko e altrettanto fascinosa, ma innamorata sinceramente di Ryo; l'ex mercenario Umibozu, ora killer a pagamento, che condivide alcuni momenti del suo passato con Ryo; la giovane Miki, allieva di Umibozu che apre un bar chiamato "Cat's Eye" nel quartiere di Shinjuku, bar che sarà poi molto frequentato da Ryo e Kaori e diverrà un luogo canonico nelle loro disavventure; Kasumi Aso, ladra professionista che finirà per essere assunta al "Cat's Eye" e comparirà come personaggio di supporto in altre storie.
Nel finale della serie ci sarà una specie di dichiarazione tra Ryo e Kaori, che però non cambierà assolutamente i loro rapporti; i due continueranno la loro routine di bisticci e incomprensioni nella vita privata comne nel lavoro.

## Personaggi

### Personaggi principali

Ryo e Kaori, i protagonisti della serie

Ryo Saeba (冴羽 獠?, Saeba Ryo)
Doppiato da: Akira Kamiya (ed. giapponese), Guido Cavalleri (st. 1-2 e film) / Massimo Rossi (st. 3-4) (ed. italiana)
Ryo è il protagonista della serie.
Conosciuto nell'ambiente dei mercenari, dei tiratori e dei più efferati assassini internazionali con lo pseudonimo di City Hunter, è un abile tiratore (la sua arma classica è il revolver Colt Python calibro 357 Magnum con canna da 4 pollici), un esperto nel combattimento corpo a corpo e un eccellente pilota (guida una Mini Cooper rossa o una Fiat Panda verde chiaro, nel manga una Honda CRX bianca). Ha dei riflessi prontissimi, un udito molto sviluppato (riesce a sentire il suono di un'arma anche a grandi distanze) ed è in grado di percepire subito un imminente pericolo. Il suo passato è avvolto nel mistero, egli stesso non conosce le sue origini e nemmeno la sua vera età. Sa solo che, da bambino, è sopravvissuto a un incidente aereo nell'America Centrale in cui morirono i suoi genitori; qui è cresciuto come guerrigliero, poi si è trasferito negli Stati Uniti intraprendendo la sua professione attuale di sweeper e infine nel quartiere di Shinjuku a Tokyo, in Giappone. Sebbene sia un uomo molto attraente, non riesce mai a conquistare le donne a causa dei suoi atteggiamenti da maniaco. Ryo è infatti un pervertito libidinoso ed impazzisce alla sola vista di un paio di mutandine o di un reggiseno. Fosse per lui accetterebbe solo incarichi da donne bellissime ma la sua assistente Kaori Makimura non è mai d'accordo, benché costretta ad accettare. Quando, inevitabilmente, nel caso è coinvolta una donna stupenda, lei fa di tutto per impedire a Ryo di provarci. Nonostante la sua fama di "cascamorto", in realtà Ryo ama solo Kaori ed è sempre pronto a rischiare la vita per proteggerla, ma non vuole manifestare i suoi sentimenti per paura che con l'amore possa perdere le sue prerogative essenziali quali la freddezza e l'intuito, oltre che per un'impensabile timidezza che lo contraddistingue.
Ryo, infatti, spesso si dimostra un vero gentiluomo col gentil sesso, una volta raffreddati i suoi bollenti spiriti, e ciò viene notato dalla maggior parte delle sue clienti, che spesso finiscono con l'innamorarsi di lui.
Nelle prime due stagioni italiane dell'anime è stato rinominato "Hunter".
Kaori Makimura (槇村 香?, Makimura Kaori)
Doppiata da: Kazue Ikura (ed. giapponese), Jasmine Laurenti (st. 1-2 e film) / Chiara Colizzi (st. 3-4) (ed. italiana)
Subentrata al fratello defunto Hideyuki, partner di Ryo all'inizio dell'opera, Kaori è una ragazza graziosa, sensibile, altruista ma molto timida e cerca sempre di nascondere la sua femminilità e il suo fascino, per questo viene spesso scambiata per un uomo a causa dei capelli corti e i dei suoi modi mascolini. Persona dal carattere permaloso, istintivo e aggressivo, si scaglia sempre contro Ryo quando si diverte a prenderla in giro e, soprattutto, quando importuna le donne usando grossi martelli di peso variabile (di solito 100 o 250 tonnellate). Per via della sua impulsività, tende spesso a cacciarsi nei guai causando non pochi problemi al suo collega. Kaori è innamorata perdutamente di Ryo e fa di tutto per tenerlo alla larga (spesso in maniera violenta) dalle belle donne. Manifesta a volte lievi tendenze nevrotiche causate dagli atteggiamenti idioti di Ryo e nutre dubbi sui suoi sentimenti poiché il protagonista fa di tutto per non mostrare ciò che prova realmente per lei. Inizialmente debole e fragile, col tempo cercherà di diventare più determinata ed un valido aiuto del protagonista. Nella conclusione della quarta serie intraprenderà, finalmente, una relazione con Ryo. Nelle prime due stagioni italiane dell'anime è stata rinominata "Kreta Mancinelli".
Umibozu (海坊主?, Umibōzu)
Doppiato da: Tesshō Genda (ed. giapponese), Paolo Marchese (ep. 6) / Alberto Olivero (ep. 7) / Vittorio Bestoso (st. 1-2 e film) / Paolo Buglioni (st. 3-4) / Massimiliano Lotti (City Hunter The Movie: Angel Dust) (ed. italiana)
Noto anche come Falcon, uomo gigantesco ed energumeno, il suo vero nome è Hayato Ijuin ed era in precedenza nemico di Ryo ai tempi della guerra (quale non viene mai specificato), infatti entrambi erano mercenari e combattevano su due fronti opposti. Il loro rapporto è di amore-odio, ma si aiutano a vicenda in caso di bisogno. Al contrario di Ryo che usa la pistola, Umibozu ha una passione per le armi di grosso calibro, come l'RPG e la mitragliatrice Browning M2, pur non disdegnando la Smith & Wesson M29. 44 Magnum. Nonostante il suo sguardo minaccioso e il suo atteggiamento rude, Umibozu è, in realtà, una persona di animo nobile e sempre al servizio dei suoi amici e dei più deboli. Anche lui, come Ryo, è un abile combattente, sia con le armi che a mani nude ed è un professionista nel tendere trappole. Il suo unico punto debole è la paura dei gatti, che spesso lo porta, addirittura, a perdere completamente i sensi. Diversamente da Saeba, è molto timido con le donne e arrossisce se gli si avvicina una bella ragazza. È innamorato di Miki, un'orfana di guerra da lui cresciuta e addestrata quando era ancora bambina, ma anche lui come Ryo tende ad allontanarsi dalla persona amata per evitarle una vita piena di pericoli. Alla fine decide di starle accanto e di sposarla. Dotato di vista debole già alla sua prima apparizione (anche se la cosa verrà evidenziata solo più avanti), nel corso della storia diventa cieco e, anche se non disdegna mai aiuto a Ryo, si stabilisce nel bar di Miki.
Saeko Nogami (野上 冴子?, Nogami Saeko)
Doppiata da: Yōko Asagami (ed. giapponese), Patrizia Scianca (st. 1-2 e film) / Roberta Greganti (st. 3-4) (ed. italiana)
Bellissima e seducente detective di polizia, sfrutta il suo fascino per assoggettare Ryo, promettendogli (con l'inganno) rapporti focosi in cambio di missioni gratis al suo servizio, suscitando naturalmente le furie di Kaori. Ciononostante, Saeko contribuisce nel mantenere nascosta la sua identità di sweeper agli occhi delle autorità. Sebbene rifiuti con forza le avance di Ryo, è segretamente innamorata di Saeba ma non va oltre per rispetto di Kaori. La sua arma preferita sono i coltelli da lancio, che tiene nascosti nell'interno coscia, grazie ad appositi vani ricavati nel reggicalze.Nelle prime due stagioni italiane dell'anime è stata rinominata "Selene" o, in qualche episodio, "Selena"; in un'occasione un poliziotto si riferisce a lei come "agente Nora".
Miki (美樹?, Miki)
Doppiata da: Mami Koyama (ed. giapponese), Elisabetta Cesone (st. 1-2 e film) / Roberta Paladini (st. 3-4) / Chiara Francese (City Hunter: Private Eyes) (ed. italiana)
Miki era un'orfana di guerra che Umibozu trovò in un villaggio completamente distrutto. Contrariamente alle sue abitudini, Umibozu decise di prenderla con sé e di insegnarle tutto quello che sapeva perché fosse in grado un giorno di cavarsela da sola. Solo quando Miki mostrerà l'intenzione di volersi unire alla squadra di guerriglieri Umibozu capirà di averle cambiato radicalmente la vita, e sentendosi in colpa tenterà di renderla di nuovo una ragazza "normale" abbandonandola, dopo averle fatto credere che sarebbe tornato al mondo civile con lei. Miki però non si arrende e dopo molte ricerche riesce a ritrovare il suo Falcon e a fargli accettare un patto: se lei riuscirà ad uccidere Ryo Saeba, Umibozu accetterà di sposarla. Per fare ciò Miki diventerà proprietaria del Cat's Eye, dove Ryo comincerà a recarsi sempre più spesso attratto dalla bellezza della donna. Alla fine Miki non ucciderà Ryo, ma grazie alla complicità di Kaori e a quella dello stesso Ryo riuscirà comunque ad averlo accanto a sé al Cat's Eye, fino a quando non si sposeranno. Il Cat's Eye diventerà uno dei luoghi fondamentali dell'anime e il bar preferito dai due sweeper, dato che è lì che porteranno sempre i loro clienti e daranno luogo alle litigate più spettacolari.

### Personaggi secondari
Reika Nogami (野上 麗香?, Nogami Reika)
Doppiata da: Yoshino Takamori (ed. giapponese), Caterina Rochira (ed. italiana)
Sorella di Saeko, secondogenita di casa Nogami. Anche lei comincia come poliziotta, ma finisce per fare lo stesso mestiere di Ryo, nel palazzo accanto per l'esattezza, mossa principalmente dal vendicare il suo compagno ucciso da un poliziotto corrotto. Come la sorella è bellissima, intelligente, determinata e con il dono innato di saper sfruttare gli uomini per i suoi scopi. Ryo ovviamente non perde occasione di provarci con lei, permettendo anche a Reika di servirsi del suo aiuto a proprio piacimento. Anche lei è innamorata di Ryo ma, a differenza di Saeko che tende a nascondere i suoi sentimenti, Reika li dimostra senza inibizioni. L'attrazione nei confronti di Ryo si palesa anche dal fatto di sfruttarlo molto meno rispetto a Saeko e di costringerlo al matrimonio con la promessa di un pagamento in natura. Anche in questo caso, lo sweeper non farà nulla di concreto per amore della sua partner di lavoro.
Hideyuki Makimura (槇村 秀幸?, Makimura Hideyuki)
Doppiato da: Hideyuki Tanaka (ed. giapponese), Gianfranco Gamba (st. 1-2) (ed. italiana) / Luca Sandri (City Hunter The Movie: Angel Dust)
Il migliore amico, nonché ex-collega, di Ryo. Era il fratello di Kaori anche se non è da considerarsi fratello carnale, poiché la ragazza era figlia di un malavitoso ucciso durante un inseguimento e venne adottata dalla famiglia di Hideyuki quando era ancora in fasce. Il suo ruolo era quello di intermediario tra Ryo e la clientela (ruolo poi ereditato da Kaori) e, benché non abbia partecipato alle azioni più rischiose di Saeba, era anche lui un uomo coraggioso con un forte senso d'onore e giustizia. In precedenza era un detective di polizia ed era il fidanzato di Saeko. Successivamente, abbandonò il suo lavoro e si alleò con Ryo, per poter acciuffare i criminali che sfuggivano alla polizia, ma venne ucciso da un'organizzazione dedita al traffico di stupefacenti perché si rifiutò di entrare a far parte delle sue file. Maki (diminutivo affettuoso) è stato prontamente vendicato dal suo collega. Hideyuki aveva un carattere mite e pacifico e amava tantissimo la sorella. Da quel momento Ryo promette di prendersi cura di Kaori. Nelle prime due serie dell'anime viene chiamato "Jeff Mancinelli".
Il Professore, "Doc"
Doppiato da: Chafūrin (ed. giapponese), Sergio Romanò (ed. italiana)
È un hacker fenomenale, in grado di entrare in qualsiasi computer del mondo senza essere scoperto e, in passato, è stato medico nello stesso squadrone di guerriglieri in cui è cresciuto Ryo, che grazie a lui Saeba è riuscito a disintossicarsi e a riprendersi del tutto da una droga micidiale somministratagli di nascosto mentre era ancora ragazzo. Lui ha iniziato il protagonista all'attività di sweeper. Ryo prova profonda stima e rispetto per il Professore, ed è a casa sua che si rifugia quando ha bisogno di assistenza medica, scientifica, o semplicemente di armi, nelle rare volte in cui casa loro diventa un bersaglio troppo esposto. Come Ryo, il Professore è un depravato sempre a caccia di donne. Alla veneranda età di sessant'anni, Doc era ancora perfettamente 'attivo', come ha testimoniato lui stesso, ma anche durante lo svolgimento del manga non si farà sfuggire la palpate occasionali sulle belle ragazze.
Rosemary Moon, Bloody Mary
Doppiata da: Makoto Kōsaka (ed. giapponese), Marcella Silvestri (ed. italiana)
Bellissima partner di Ryo quando era negli Stati Uniti, figlia del suo primo partner, si è riciclata come modella utilizzando lo pseudonimo Rosemary Moon e abbassando notevolmente la sua età. Famosa in Giappone come la 'modella di spalle', volerà nel paese del Sol Levante ufficialmente per promuovere una linea di abiti e farsi una vacanza. In realtà deve uccidere Ryo, o il suo fidanzato Eric morirà. Disinibita e provocatrice per natura, Mary porterà molto scompiglio nella vita dei due sweeper, in particolare a Kaori che sarà ulteriormente determinata a diventare un'assistente degna di City Hunter. Dopo l'aiuto di Ryo, Mary risulterà ufficialmente morta per il mondo e libera di rifarsi una vita come donna normale. Rientrerà in scena per aiutare gli sweeper a combattere Kaibara.
Mick Angel
Abile killer americano, è stato compagno di Ryo quando era ancora negli Stati Uniti. È con lui che Ryo fondò la prima agenzia di City Hunter e proprio per questo un giorno rivendicherà il suo diritto ad usare quel nome quanto Ryo. È sicuramente l'unico amico maschio che ha, dato che Umibozu non si può proprio definire tale. Ciò che li accomuna maggiormente è senza dubbio l'interesse per le belle donne. Mick però preferisce sedurre quelle già impegnate, proprio perché così può dimostrare a se stesso di essere sempre il migliore e il più bello (a detta di Umibozu). Questa sua preferenza Mick la esprime anche sul lavoro: prima di uccidere un uomo infatti, seduce la sua donna e la fa innamorare di lui, in modo che lei non debba soffrire troppo per la perdita del precedente compagno. È proprio per uccidere Ryo che Mick volerà fino in Giappone e proverà subito a sedurre Kaori, senza successo per altro, ma ottenendo un risultato inaspettato: sarà lui a innamorarsi di lei. In seguito, dopo il brutto incidente sulla nave di Kaibara, troverà conforto tra le braccia dell'assistente di Doc, Kazue. Inizialmente utilizza una pistola Desert Eagle (il calibro è ignoto; ne esistono tre per quest'arma: 357 Magnum, 44 magnum e 50), ma dopo alcuni eventi accaduti non sarà più in grado di usare un'arma per tutta la vita. Nell'anime Mick non compare, ma gli sceneggiatori hanno creato, prima che lui comparisse nel manga, un personaggio di nome Robert Harrison, anche lui collega di Ryo negli Stati Uniti; Robert accetterà di uccidere una donna sotto la protezione di Ryo, e questo porterà i due a battersi a morte; nella serie City Hunter 3 la sua amante, Sophie Silverman (a sua volta killer di professione col nome di Silver Panther), verrà a vendicarsi di Ryo senza riuscirci, e gli lascerà la pistola di Robert, una Walther P38.
Kazue Natori (名取 一恵?, Natori Kazue)
Doppiata da: Yuriko Yamamoto (ed. giapponese), Marina Massironi (ed. italiana)
È una giovane ricercatrice che incontra Ryo e Kaori cadendogli letteralmente in macchina. Era scappata il giorno delle nozze dal promesso sposo, che aveva avvicinato solo per poter trafugare degli esemplari di vespe assassine create dal suo ragazzo, prima che questo che venisse ucciso. Fedele alla promessa fatta al suo uomo, Kazue ha come unico scopo trovare un antidoto al veleno delle vespe prima che vengano vendute come arma in tutto il mondo, e chiede a Ryo di proteggerla fintanto che non ci sarà riuscita. In seguito alla sventata minaccia delle vespe, Kazue rimarrà come assistente di Doc, che aveva aiutato gli sweeper con il caso. Kazue è innamorata di Ryo, ma non cederà alla sua corte perché prima vuole che si sposino. Ogni volta che Kaori e Kazue si incontrano, la ragazza non mancherà nessuna occasione per stuzzicare la gelosia dell'amica. In seguito però, si innamorerà di Mick Angel andando a vivere con lui e dimenticando Ryo. Nell'anime la ragazza prende il nome di "Katia Natoli".
Kasumi Aso (麻生 かすみ?, Aso Kasumi)
Doppiata da: Mīna Tominaga (ed. giapponese), Veronica Pivetti (st. 1-2) / Laura Lenghi (st. 3-4) (ed. italiana)
Alias, Ladra 305. Ryo la identifica semplicemente come 'Chiappe volanti', dato che la prima volta che la vede di lei ha solo una panoramica veloce del suo posteriore. Discendente di una famiglia che ha come attività tradizionale il furto su commissione, Kasumi chiederà aiuto a City Hunter per portare a termine un incarico particolarmente complicato. Tre anni più tardi si rivolgerà di nuovo allo sweeper per sfuggire a un'altra tradizione di famiglia, quella che obbliga le donne di vent'anni a sposarsi con un candidato scelto dagli anziani. L'aiuto di Ryo la toglierà dai guai, ma solo temporaneamente. Infatti Kasumi si innamorerà di Ryo e verrà incaricata dalla nonna di non tornare a casa fino a quando anche lei non avrà "rubato il cuore" allo sweeper. Se ci riuscirà la tradizione di famiglia verrà tolta. Da quel momento in poi Kasumi lavorerà al Cat's Eye al fianco di Miki e Umibozu.
Shin Kaibara (海原 神?, Kaibara Shin)
Doppiato da: Ken'yū Horiuchi (ed. giapponese), Marco Pagani (ed. italiana)
È il padre adottivo di Ryo. Meglio, è l'uomo che Ryo considera come suo padre. Quando sopravvisse all'incidente aereo in America Centrale, Ryo si affezionò a due persone in particolare: il padre di Mary e Kaibara, che lui chiamava papà. Fu Kaibara a dare a Ryo il nome Saeba e sempre per lui perse una gamba salvandolo da una mina. In seguito, col protrarsi della guerra, Kaibara impazzì e spinto dall'ossessione di terminare la guerra cominciò a studiare metodi per affrontare le battaglie più facilmente: così sintetizzò un nuovo tipo di droga capace di rendere gli uomini invincibili, la Polvere degli Angeli. Kaibara testò la potentissima droga proprio sul suo pupillo, Ryo, e gli effetti furono devastanti: sete di sangue inestinguibile e forti crisi d'astinenza. Interessante è dire che l'autore, Tsukasa Hojo, ci lascia su questa vicenda nel dubbio, infatti non si sa se Kaibara volle concedere l'utilizzo della droga a Ryo per aiutare "suo figlio" a lenire le sofferenze di una guerra interminabile o per puro e semplice sadismo. Comunque i due si persero di vista subito dopo la fine della guerra e Kaibara fondò un'associazione criminale spietata, la Union Teope, specializzata in qualsiasi tipo di crimine ma soprattutto sullo smercio della Polvere degli Angeli. Kaibara vuol vedere un giorno Ryo a capo della sua organizzazione, ma il suo sogno malsano resta una chimera, infatti la Union Teope è responsabile della morte dell'amico-collega di Ryo, Hideyuki, e anche il mandante di una missione suicida affidata a Mick Angel: uccidere proprio Ryo Saeba. Nell'anime il personaggio di Kaibara non compare, poiché le ultime storie del manga non furono adattate all'epoca delle 4 serie tv. Ma nel 2023 parte della trama viene riscritta e adattata per il film City Hunter The Movie: Angel Dust. Curiosamente, esiste un altro personaggio del tutto identico, nome compreso, nella precedente opera dello stesso autore, Cat's Eye.

## Media

### Manga
I capitoli di City Hunter, creati da Hōjō, sono usciti per otto anni sul periodico Shōnen Jump della Shūeisha dal 26 febbraio 1985 al 19 novembre 1991, poi raccolti in 35 tankobon pubblicati dal gennaio 1986 all'aprile 1992.
Il manga è stato pubblicato in italiano dalla Star Comics sulla testata Starlight dal gennaio 1996 al marzo 1999, per un totale di 39 numeri (i primi volumi erano di dimensioni minori dei corrispettivi giapponesi).
A partire dal 7 ottobre 2010 è disponibile la ristampa, edita da Panini Comics (Planet Manga). L'edizione si differenzia da quella precedente della Star Comics perché alcune pagine (solitamente le prime di ogni episodio) sono presentate a colori che sfumano poi verso i toni del rosso e infine all'originaria scala di grigi, e per alcune differenze di traduzione: ad esempio per le immancabili erezioni di Ryo è stato scelto di mantenere l'originale "mokkori" (che nella lingua giapponese per tale situazione ha una valenza assai buffa), mentre la Star Comics lo traduceva in "driz". Nell'edizione Panini, anche le onomatopee e i suoni ambientali non sono stati tradotti, per cui gli spari, il fruscio del vento, i rumori di strada ecc. nelle vignette sono espressi in ideogrammi.
La serie è stata distribuita anche negli Stati Uniti da Raijin Comics, in Francia da J'ai Lu e Panini Comics, in Germania da Egmont Manga & Anime e in Spagna da MangaLine Ediciones.

#### Volumi
| Nº Ja | Nº It  | Titolo italiano Giapponese 「Kanji」 - Rōmaji | Data di prima pubblicazione       | Data di prima pubblicazione             |
| Nº Ja | Nº It  | Titolo italiano Giapponese 「Kanji」 - Rōmaji | Giapponese                        | Italiano                                |
| 1     | 1-2    | Spari nel buio/Una nuova partner 「恐怖のエンジェルダストの巻」 - Kyōfu no Enjeru Dasuto no maki | gennaio 1986 ISBN 4-08-852381-4   | gennaio 1996 febbraio 1996              |
| 1     | 1-2    | Capitoli - 1. Un inglorioso Knock Out - 2. Il maniaco in BMW - 3. Spari nel buio - 4. La polvere degli angeli - 5. Una nuova partner |                                   |                                         |
| 2     | 2-3    | Una nuova partner/L'insegnante 「将軍の罠！の巻」 - Shōgun no wana! No maki | aprile 1986 ISBN 4-08-852382-2    | febbraio 1996 marzo 1996                |
| 2     | 2-3    | Capitoli - 6. La trappola del generale - 7. Coi cattivi non si tratta - 8. L'insegnante |                                   |                                         |
| 3     | 4-5    | L'attrice scalza/Panico negli studios 「裸足の女優の巻」 - Hadashi no joyū no maki | giugno 1986 ISBN 4-08-852383-0    | aprile 1996 maggio 1996                 |
| 3     | 4-5    | Capitoli - 9. La banda degli sbulinati - 10. La bambina che aspetta - 11. L'attrice scalza - 12. Il panico negli studios |                                   |                                         |
| 4     | 5-7    | Panico negli studios/Una vecchia cicatrice/Una su mille 「鐘とともに運命が！の巻」 - Kane to tomoni unmei ga! No maki | settembre 1986 ISBN 4-08-852384-9 | maggio 1996 giugno 1996 luglio 1996     |
| 4     | 5-7    | Capitoli - 13. Batticuore - 14. Il fantasma - 15. Un prof fuori dagli schemi - 16. Una vecchia cicatrice - 17. I rintocchi del destino |                                   |                                         |
| 5     | 7-8    | Una su mille/La regina del casinò 「ワン・オブ・サウザンドの巻」 - Wan Obu Sauzando no maki | dicembre 1986 ISBN 4-08-852385-7  | luglio 1996 agosto 1996                 |
| 5     | 7-8    | Capitoli - 18. Non toccate quella donna - 19. Una su mille - 20. Ossessione di potere - 21. Il sensore rivela maschi - 22. La regina del casinò |                                   |                                         |
| 6     | 8-9-10 | La regina del casinò/L'idolo delle folle/La maestra 「哀愁のギャンブラーの巻」 - Aishū no gyanburā no maki | febbraio 1987 ISBN 4-08-852386-5  | agosto 1996 settembre 1996 ottobre 1996 |
| 6     | 8-9-10 | Capitoli - 23. Il vampiro - 24. L'idolo delle folle |                                   |                                         |
| 7     | 10-11  | La maestra/Chiappe volanti 「危険な国からきた女！の巻」 - Kiken'na kuni kara kita on'na! No maki | aprile 1987 ISBN 4-08-852387-3    | ottobre 1996 novembre 1996              |
| 7     | 10-11  | Capitoli - 25. L'amore è cieco - 26. La maestra - 27. Chiappe volanti |                                   |                                         |
| 8     | 11-12  | Chiappe volanti/Lezioni d'amore 「天使のほほえみの巻」 - Tenshi no hohoemi no maki | giugno 1987 ISBN 4-08-852388-1    | novembre 1996 dicembre 1996             |
| 8     | 11-12  | Capitoli - 28. Lo scienziato pazzo - 29. Il tulipano sbocciato in cuore - 30. Sorriso di primavera - 31. Cos'è l'amore? - 32. Lezioni d'amore |                                   |                                         |
| 9     | 13     | Il provino 「思い出の渚の巻」 - Omoide no nagisa no maki | agosto 1987 ISBN 4-08-852389-X    | gennaio 1997                            |
| 9     | 13     | Capitoli - 33. Mal d'amore - 34. Primo amore - 35. La spiaggia dei ricordi - 36. Una sposina in fuga |                                   |                                         |
| 10    | 14     | L'infermiera 「看護婦には手を出すな！の巻」 - Kangofu ni wa te wo dasuna! No maki | ottobre 1987 ISBN 4-08-852390-3   | febbraio 1997                           |
| 10    | 14     | Capitoli - 37. Antidoti a rischio - 38. Giù le mani dall'infermiera |                                   |                                         |
| 11    | 15     | Una dura prova 「槇村の忘れものの巻」 - Makimura no wasure mono no maki | dicembre 1987 ISBN 4-08-852391-1  | marzo 1997                              |
| 11    | 15     | Capitoli - 39. Non è un addio - 40. Lo sbaglio di una notte - 41. Il reggiseno rivelatore - 42. La missione di Maki - 43. Una dura prova - 44. Ryo casto e puro |                                   |                                         |
| 12    | 16     | È scritto nel destino 「トラブル・スクープの巻」 - Toraburu Sukūpu no maki | febbraio 1988 ISBN 4-08-852392-X  | aprile 1997                             |
| 12    | 16     | Capitoli - 45. Una giornalista bella e brava - 46. Scoop! - 47. Annuncio in diretta - 48. È scritto nel destino - 49. Il sogno di Cenerentola |                                   |                                         |
| 13    | 17     | Incarico dallo squalo tigre 「海坊主と足ながおじさんの巻」 - Umibōzu to ashinaga ojisan no maki | aprile 1988 ISBN 4-08-852393-8    | maggio 1997                             |
| 13    | 17     | Capitoli - 50. Accadde al buio - 51. Pronti, cheese! - 52. Abbasso l'oroscopo! - 53. Umibozu - Incarico dallo squalo tigre - 54. Serpente in agguato - 55. L'ultimo concerto |                                   |                                         |
| 14    | 18     | Attentato a Kaori 「がんばれ！香ちゃん！！の巻」 - Ganbare! Kaori-chan!! No maki | giugno 1988 ISBN 4-08-852394-6    | giugno 1997                             |
| 14    | 18     | Capitoli - 56. Attentato a Kaori - 57. Sayonara - 58. Forza, Kaori! - 59. La nuova vicina - 60. L'assassino in azione |                                   |                                         |
| 15    | 19     | La principessa 「告白のエアポートの巻」 - Kokuhaku no Eapōto no maki | agosto 1988 ISBN 4-08-852395-4    | luglio 1997                             |
| 15    | 19     | Capitoli - 61. Tattica vincente - 62. Gelosia in agguato - 63. Un harem a caro prezzo - 64. Appuntamento a Tokyo: Un caso complicato - 65. La principessa rapita - 66. La confessione - 67. La vicina di casa                                                                                        |                                   |                                         |
| 16    | 20     | Il primo appuntamento di Kaori 「恋人はシティーハンターの巻」 - Koibito wa Shitī Hantā no maki | ottobre 1988 ISBN 4-08-852396-2   | agosto 1997                             |
| 16    | 20     | Capitoli - 68. La guardia del corpo di Maiko - 69. Seguendo l'istinto - 70. Ma ti posso proteggere?! - 71. Addio sogni di successo! - 72. City Hunter fidanzato ideale - 73. Incontro a distanza - 74. Un lavoro particolare                                                                         |                                   |                                         |
| 17    | 21     | Un'alba da ricordare 「暁のMEMORYの巻」 - Akatsuki no MEMORY no maki | dicembre 1988 ISBN 4-08-852397-0  | settembre 1997                          |
| 17    | 21     | Capitoli - 75. Yoko non rinuncia - 76. Un'alba da ricordare - 77. È arrivata la primavera - 78. Il primo appuntamento di Kaori - 79. Una relazione pericolosa - 80. Perdonami... - 81. Un cascamorto al cimitero                                                                                     |                                   |                                         |
| 18    | 22     | La studentessa 「海坊主にゾッコン！！の巻」 - Umibōzu ni zokkon!! No maki | febbraio 1989 ISBN 4-08-852398-9  | ottobre 1997                            |
| 18    | 22     | Capitoli - 82. La studentessa - 83. La vedova triste - 84. Un grande spettacolo pirotecnico - 85. La tela bianca - 86. Innamorata di Umibozu - 87. Un grande piano - 88. La ragazza di Umibozu |                                   |                                         |
| 19    | 23     | Angelo triste 「哀しい天使の巻」 - Kanashī tenshi no maki | aprile 1989 ISBN 4-08-852399-7    | novembre 1997                           |
| 19    | 23     | Capitoli - 89. La donna che amava Umibozu - 90. L'angelo triste - 91. Sara è gelosa - 92. Fatemi coraggio! - 93. Il ritorno di chiappe volanti - 94. Un ostaggio del tutto particolare |                                   |                                         |
| 20    | 24     | Sfida tra ladri 「さよならの向こう側…の巻」 - Sayonara no mukō-gawa... no maki | giugno 1989 ISBN 4-08-852400-4    | dicembre 1997                           |
| 20    | 24     | Capitoli - 95. Sfida tra ladri - 96. Il segreto dello specchio - 97. Povera sorella mia - 98. Un forte legame tra sorelle - 99. I due anelli - 100. Ryo tocca a te! - 101. L'altra faccia dell'addio                                                                                                 |                                   |                                         |
| 21    | 25     | Capricci matrimoniali 「ビル街のコールサインの巻」 - Biru-gai no kōru sain no maki | agosto 1989 ISBN 4-08-852612-0    | gennaio 1998                            |
| 21    | 25     | Capitoli - 102. Una luce tra i grattacieli - 103. L'uomo dei miei sogni - 104. Una marinaretta terribile - 105. Capricci matrimoniali - 106. Ti detesto vuol dire anche mi piaci?! |                                   |                                         |
| 22    | 26     | Una Python per la ragazza 「お嬢さんにパイソンを！の巻」 - Ojōsan ni Paison o! No maki | ottobre 1989 ISBN 4-08-852613-9   | febbraio 1998                           |
| 22    | 26     | Capitoli - 107. Una magnum piena di rabbia - 108. Una nonna nuova a diciassette anni - 109. Una Python per la ragazza - 110. È nata una grande detective?! - 111. L'altra faccia di un bel didietro                                                                                                  |                                   |                                         |
| 23    | 27     | Un compleanno triste 「明日へのリバイバルの巻」 - Ashita e no Ribaibaru no maki | dicembre 1989 ISBN 4-08-852614-7  | marzo 1998                              |
| 23    | 27     | Capitoli - 112. Un compleanno triste - 113. Chi conosce le donne nel profondo... - 114. L'amore è più forte della guerra - 115. Domani è un altro giorno - 116. Chi ha paura di volare?! - 117. Lo sweeper che non riusciva a volare                                                                 |                                   |                                         |
| 24    | 28     | Confessione in cielo 「大空の告白の巻」 - Ōzora no kokuhaku no maki | febbraio 1990 ISBN 4-08-852615-5  | aprile 1998                             |
| 24    | 28     | Capitoli - 118. Fright, Flight (il terribile volo) - 119. Airport' 89 - 120. Confessione in cielo - 121. È stato smarrito un angelo?! - 122. Quella figura di spalle così ammirata - 123. Kaori, fatti forza! - 124. La sfida! Kohmori contro Ryo! - 125. Addio con rimpianto                        |                                   |                                         |
| 25    | 29     | La donna dai due volti 「Play it Again, Mami! ―あの曲をもう一度！―の巻」 - Play it Again, Mami! -Ano kyoku o mōichido! - No maki | aprile 1990 ISBN 4-08-852616-3    | maggio 1998                             |
| 25    | 29     | Capitoli - 126. La cliente è un fantasma?! - 127. La donna dai due volti - 128. Un appuntamento d'amore e di terrore - 129. Sono io quella nello specchio?! - 130. Una pianista in mezzo al fuoco! - 131. Play it again, Mami! Suonalo ancora! - 132. La bella e la bestia - 133. Sfida al porto!    |                                   |                                         |
| 26    | 30     | Un legame profondo 「突然の出会い！！の巻」 - Totsuzen no deai!! No maki | giugno 1990 ISBN 4-08-852617-1    | giugno 1998                             |
| 26    | 30     | Capitoli - 134. Una commovente raccolta fondi - 135. Un incontro inatteso - 136. Cuore indeciso - 137. Un legame profondo - 138. My fair Ryo |                                   |                                         |
| 27    | 31     | Cenerentola in città 「都会のシンデレラ！！の巻」 - Tokai no Shinderera!! No maki | agosto 1990 ISBN 4-08-852618-X    | luglio 1998                             |
| 27    | 31     | Capitoli - 139. E Kaori indossò il costume da bagno - 140. L'affascinante bersaglio - 141. Il segreto dello spolverino - 142. La grande fuga - 143. Cenerentola in città (prima parte) - 144. Cenerentola in città (seconda parte) - 145. Un uomo da uccidere - 146. La decisione si prende all'alba |                                   |                                         |
| 28    | 32     | Una cicatrice del passato 「勝敗の行方！！の巻」 - Shōhai no yukue!! No maki | ottobre 1990 ISBN 4-08-852619-8   | agosto 1998                             |
| 28    | 32     | Capitoli - 147. Una cicatrice del passato - 148. Il dado è tratto! - 149. Il duello è finito! - 150. Il regalo del saggio - 151. L'arrivo del nonno - 152. La fidanzata di Ryo è minacciata?! - 153. Quella biancheria rapita insieme al nonno                                                       |                                   |                                         |
| 29    | 33     | Un marito per Saeko! 「伊集院隼人氏の平穏な一日の巻」 - Ijūin Hayato-shi no heion'na ichinichi no maki | dicembre 1990 ISBN 4-08-852620-1  | settembre 1998                          |
| 29    | 33     | Capitoli - 154. Trappole infami - 155. I due City Hunter - 156. La giornata tranquilla del signor Hayato Ijuin - 157. Un marito per Saeko! - 158. Il sosia del fratello - 159. Il copione è cambiato! - 160. Una scommessa pericolosa                                                                |                                   |                                         |
| 30    | 34     | Un ricordo da cancellare 「思い出を消して…の巻」 - Omoide o keshite… no maki | febbraio 1991 ISBN 4-08-852191-9  | ottobre 1998                            |
| 30    | 34     | Capitoli - 161. Il passato perduto - 162. Una suggestione che invita alla morte! - 163. Un ricordo da cancellare... - 164. La ragazza dalla targa col cuore - 165. Una consegna terribile - 166. La donna che canta il messaggio segreto                                                             |                                   |                                         |
| 31    | 35     | Un cuore in due! 「ふたりでひとりの心！！の巻」 - Futari de hitori no kokoro! No maki | maggio 1991 ISBN 4-08-852192-7    | novembre 1998                           |
| 31    | 35     | Capitoli - 167. La grande fuga - 168. Per sempre insieme! - 169. Il papà furioso - 170. Vigliacco! - 171. Un cuore in due! - 172. Bastano 10 colpi per sventare un complotto?! - 173. Un sogno svanito - 174. Ryo e le sorelle terribili                                                             |                                   |                                         |
| 32    | 36     | Due strani tipi 「おかしなふたり！！の巻」 - Okashī na futari!! No maki | agosto 1991 ISBN 4-08-852193-5    | dicembre 1998                           |
| 32    | 36     | Capitoli - 175. Due strani tipi - 176. Una foto, tanti ricordi |                                   |                                         |
| 33    | 37     | Amore e odio 「地獄への出航！！の巻」 - Jigoku e no shukkō!! No Maki | dicembre 1991 ISBN 4-08-852194-3  | gennaio 1999                            |
| 33    | 37     | Capitoli - 177. Un triste addio - 178. Il ciondolo e il pianto - 179. Prima della tempesta... - 180. Destinazione inferno - 181. Amore e odio - 182. Qualcosa da ricordare |                                   |                                         |
| 34    | 38     | Figlio mio! 「にせC・H登場！！の巻」 - Nise C・H Tōjō!! No maki | febbraio 1992 ISBN 4-08-852195-1  | febbraio 1999                           |
| 34    | 38     | Capitoli - 183. Figlio mio! - 184. Ritorno dall'inferno - 185. Una ferita indegna - 186. Bau Bau sweeper! - 187. Il falso City Hunter |                                   |                                         |
| 35    | 39     | Forever City Hunter 「FOREVER, CITY HUNTER!!の巻」 - FOREVER, CITY HUNTER!! No maki | aprile 1992 ISBN 4-08-852196-X    | marzo 1999                              |
| 35    | 39     | Capitoli - 188. Due tipi ben ingranati - 189. Siate sinceri! - 190. La campana nuziale - 191. Forever, City Hunter! |                                   |                                         |

### Anime

Copertina del primo DVD italiano di City Hunter 3

La Sunrise ha prodotto in totale 4 serie televisive di City Hunter:
- City Hunter (1987-1988), 51 episodi
- City Hunter 2 (1988-1989), 63 episodi
- City Hunter 3 (1989-1990), 13 episodi
- City Hunter '91 (1991), 13 episodi

Le prime due serie, per un totale di 114 episodi, furono acquistate da Mediaset in previsione di una trasmissione su Italia 1 e doppiate nell'ottobre 1993 ad opera della Deneb Film a Milano (dialoghi di Cristina Robustelli, direzione del doppiaggio di Adriano Micantoni e Federico Danti). In questo doppiaggio vennero censurati alcuni dialoghi e situazioni, e soprattutto si eseguirono moltissime semplificazioni culturali, sostituendo quasi tutti i nomi dei personaggi con altri, italiani o anglofoni. Tuttavia le due stagioni vennero comunque ritenute inadatte ad Italia 1 (nonostante la stessa Mediaset le avesse già mandate in onda in Spagna sul canale di proprietà Telecinco), e rimasero in magazzino per anni fino ad essere cedute ad Italia 7, dove sono state trasmesse per la prima volta come un'unica serie (City Hunter) a partire dal gennaio 1997 (prima stagione) e marzo 1997 (seconda stagione). Successivamente sono state replicate frequentemente sulla stessa Italia 7, su Europa 7, Italia Teen Television (dal 1º ottobre 2003), MTV Italia (dal 4 ottobre 2004), Italia 7 Gold (dal 24 maggio 2005), GXT (dal 19 settembre 2005), Cultoon (dal febbraio 2008), Man-Ga (dal 2011), Italia 2 (dal 14 settembre 2020, per la prima volta in versione rimasterizzata, integrale e priva di censure) e Italia 1 (dal 7 gennaio 2022 nella fascia notturna). Nella trasmissione su Europa 7 i titoli degli episodi erano lasciati in giapponese.
La terza e la quarta serie vennero doppiate in italiano a metà anni '90 per conto della Dynamic Italia a Roma presso la Cooperativa Eddy Cortese (traduzione e adattamento dei dialoghi di Luciano Setti, supervisione dei dialoghi di Gualtiero Cannarsi, direzione del doppiaggio di Fabrizio Mazzotta), con un cast di doppiatori diverso rispetto alle prime due serie, e pubblicate in VHS. Vennero ripristinati i nomi originali dei personaggi, nonché i riferimenti alla cultura nipponica minimizzati o del tutto eliminati negli adattamenti delle prime serie. Alcuni episodi della terza serie, corrispondenti alle storie divise in due parti, vennero trasmessi in prima TV su Junior TV nel dicembre 1997 e presentati come "film" speciali; le due stagioni furono trasmesse per la prima volta per intero su MTV Italia nel 2005. Entrambe le stagioni sono state pubblicate per la visione in streaming sul sito internet Popcorn TV nel 2012 ma oggi non sono più disponibili; in seguito sono state rese disponibili in seguito anche su VVVVID.
Tutte le serie sono state in seguito riproposte in DVD da Yamato Video e in seguito da Dynit.

#### Sigle

##### Edizione giapponese
Apertura
- Ai yo kienaide di Kahoru Kohiruimaki (ep. 1-26)
- Go Go Heaven di Toshiyuki Ohsawa (ep. 27-51)
- Angel Night di PSYS (ep. 52-77)
- Sara di Fence of Defense (ep. 78-114)
- Running To Horizon di Tetsuya Komuro (ep. 115-127)
- Downtown Game di GWINKO (ep. 128-140)

Chiusura
- Get Wild di TM Network (ep. 1-51)
- Super Girl di Yasuyuki Okamura (ep. 52-88)
- Still Love Her di TM Network (ep. 89-114)
- Atsuku Naretara di Kiyomi Suzuki (ep. 115-127)
- Smile & Smile di Aura (ep. 128-140)

##### Edizione italiana
Quando City Hunter è stata acquistata da Mediaset per la trasmissione su Italia 1, Enzo Draghi e Alessandra Valeri Manera hanno realizzato una sigla italiana. Data la mancata trasmissione su Italia 1, la sigla non è mai stata trasmessa, però la base musicale è stata utilizzata per la sigla del cartone Transformers Generation 2 cantata da Christian Draghi, figlio dell'autore della musica della sigla.
Nella trasmissione su Italia 7 e Italia Teen Television fu usato come sigla un collage di immagini della serie, accompagnato da un'introduzione narrata da Mario Cordova e dalla canzone Give me your love tonight, scritta da Linda Hennrick e cantata da Kiyomi Suzuki, la quale in originale è semplicemente un brano della colonna sonora che si sente nei primi episodi. Curiosamente l'episodio 51 della seconda serie Predizioni e ricordi mantiene questa sigla anche nella successiva versione rimasterizzata trasmessa su Italia 2 e Italia 1.
Nella trasmissione su MTV Italia invece si sono usate le sigle originali, ma soltanto la prima sigla di apertura, Ai yo kienaide, e la prima di chiusura, Get Wild, che sono rimaste per tutte e 4 le serie.
Nelle trasmissioni su Europa 7 e Man-Ga, si usò la sigla italiana City Hunter cantata da Stefano Bersola scritta da Massimo Parretti e Stefano Bersola e arrangiata da Alberto Radius. La sigla viene pubblicata nel 2014 da Yamato Video nell'album Anime Songs. Nel 2016 la sigla italiana di Bersola è stata pubblicata in un CD monografico dedicato alla serie animata con 8 remix e un cameo di Jasmine Laurenti, doppiatrice della co-protagonista della serie Kaori Makimura.

#### Film cinematografici, OAV e Special TV
Sono stati prodotti in totale tre lungometraggi per il cinema, due OAV e tre speciali televisivi. Tutti tranne due sono stati prodotti in Giappone tra il 1989 e il 1999, adattati da Yamato Video (il doppiaggio è a cura di DEA Digital Editing Audio, su traduzione di Amanda Ronzoni, dialoghi di Enrica Minini e direzione del doppiaggio di Stefania Patruno), pubblicati in VHS e in seguito raccolti in 5 DVD dalla stessa casa editrice. MTV Italia ha trasmesso gli adattamenti Yamato Video nel 2004 e successivamente gli stessi sono stati replicati su Man-Ga nel 2011 e su Italia 2 nel 2020, per la prima volta in versione rimasterizzata. Il penultimo film cinematografico, prodotto nel 2019, è stato invece acquistato e adattato da Dynit e distribuito in DVD e Blu-ray nel 2020.

##### Film cinematografici
Qui di seguito i tre lungometraggi per il cinema di City Hunter. Nella prima edizione home video Italiana edita da Yamato Video curiosamente nel titolo del primo film cinematografico venne aggiunto e considerato "Special", come gli altri cinque prodotti realizzati successivamente (meno i due film usciti di recente):
- City Hunter: Amore, destino e una 357. Magnum (1989)
- City Hunter: Shinjuku Private Eyes (2019)[79][80]
- City Hunter The Movie: Angel Dust (2023)

##### OAV
Qui di seguito i due OAV della serie. Nelle edizioni home video di Yamato Video curiosamente queste produzioni vengono tutte accreditate come "special", come il primo film cinematografico e gli altri tre prodotti realizzati successivamente:
- City Hunter Special: Guerra al Bay City Hotel (1990)
- City Hunter Special: Un complotto da un milione di dollari (1990)

##### Special TV
Qui di seguito i tre speciali televisivi della serie:
- City Hunter Special: Servizi segreti (1996)
- City Hunter Special: La rosa nera (1997)
- City Hunter Special: Arrestate Ryo Saeba! (1999)

Arrestate Ryo Saeba! fu l'unico special vietato da Yamato Video ai minori di 14 anni (come riportato sul retro di VHS e DVD). Tale special è, infatti, più spinto dei precedenti a livello di battute, sangue, violenza e humour.

### Live Action

#### Live Action
Nel 1993 la Golden Harvest ha tratto dal manga un film live action City Hunter - Il film (城市獵人, Sing si lip yan), prodotto in Cina, con regia di Jing Wong, Jackie Chan nella parte di Ryo Saeba e Joey Wong in quella di Kaori.
Nel 1996 la pellicola ha ricevuto un adattamento non ufficiale, prodotto a Hong Kong, dal titolo Meng bo.
Il 6 febbraio 2019 esce in occidente una trasposizione di produzione francese, Nicky Larson et le Parfum de Cupidon.
Il 25 aprile 2024 esce su Netflix una nuova trasposizione in Live Action del Manga prodotta in Giappone, dal titolo City Hunter.

#### Live drama
Nel 2011 il canale televisivo SBS della Corea del Sud ha realizzato un drama live action dal titolo City Hunter (시티헌터?), in venti episodi da 60 minuti circa ciascuno, con Lee Min-ho nella parte di Ryo Saeba, il cui personaggio diventa Lee Yoon-sung, e Park Min-young nella parte di Kaori, in cui il personaggio diventa Kim Na-na. L'intera storia ha notevoli differenze rispetto all'originale giapponese, e ruota intorno alla vendetta contro un complotto politico più che ventennale a causa del quale il padre di Yoon-sung e i suoi compatrioti vennero uccisi dai loro stessi connazionali durante un'incursione in Corea del Nord.

### Videogiochi
Nel 1990 è stato pubblicato un videogioco da Sunsoft ispirato al manga ed intitolato City Hunter.
Ryo è anche un personaggio giocabile del videogioco Jump Force.

### Musical
Un musical intitolato Musical City Hunter -Nusumareta XYZ- è stato annunciato a fine dicembre 2020 e verrà messo in scena al Teatro Takarazuka Grand dal 6 agosto al 13 settembre 2021 e al Teatro Tokyo Takarazuka dal 1º ottobre al 14 novembre 2021.

## Riferimenti ad altre opere
- Moda fashion e gusti stilistici nel vestiario del protagonista sono tipicamente in sintonia con tratti di moda occidentale anni ottanta e ripescano a pieno diritto citazionistico gli stessi gusti di guardaroba (giacca destrutturata e T-shirt monocromatica) del detective Sonny Crockett (Don Johnson), protagonista del serial tv poliziesco Miami Vice. Talune inquadrature, soggetti immobili (grattacieli) e momenti di regia tratti da una delle sigle giapponesi d'apertura, richiamano momenti di regia della stessa serie televisiva.
- Alcuni espliciti riferimenti alla serie dell'Ispettore Callaghan dal quale assume i caratteri lo stesso Ryo Saeba.
- Nella prima serie, Ryo si trova alle prese con una spia di nome Connery, che guida una Aston Martin e porta boxer con la bandiera inglese, in riferimento a James Bond, interpretato in alcuni film proprio dall'attore Sean Connery.
- Nell'episodio 2x27 "Non toccate la memoria di Jeff (prima parte)", Ryo e Kaori, a bordo della Mini Cooper, vengono aggrediti da un grosso autoarticolato, che cerca di mandarli fuori strada. Ryo esclama "Questo deve pensare di trovarsi in un film di Spielberg", riferendosi al film Duel.
- Gli aerei che appaiono frequentemente nella serie appartengono tutti alla immaginaria compagnia Sunrise Airlines, riferimento esplicito ad una delle compagnie che ha prodotto l'anime.
- Gran parte degli hotel contengono sempre la parola "Sun", come ad esempio il "SunCity" o il "GrandSun".
- Nel manga vi sono numerose citazioni ad altri fumetti, come ad esempio Goku di Dragon Ball (capitolo 3), Astro Boy (capitolo 6) e Ken di Ken il guerriero (capitolo 10), oltre a Evangelion e Keiji il magnifico. Hōjō è buon amico di Tetsuo Hara, disegnatore di Ken il guerriero e Keiji il magnifico.
- Nella serie esiste un locale di nome "Cat's Eye", citazione dell'omonimo manga di cui è autore sempre Tsukasa Hōjō; Miki, la proprietaria del bar innamorata di Umibozu/Falcon, sostiene di averlo acquistato da una famiglia trasferitasi in America (è il finale del manga di Cat's Eye). Quando Umibozu convince Miki a dare un lavoro di cameriera alla ladra Kasumi (che vuole poter vedere Ryo il più possibile per sedurlo), Miki pensa: "Un bar gestito da ladri... ho già sentito questa storia.."! Lo stesso locale compare nel sequel Angel Heart (stavolta gestito solo da Umibozu, all'inizio). Le tre sorelle Kisugi (le protagoniste di Cat's Eye) compaiono invece nel film City Hunter: Private Eyes, e vengono presentate da Umibozu come le proprietarie del locale; ritorneranno anche nel film City Hunter: Angel Dust.
- In ogni puntata della serie appare spesso la sigla M&M's, alcune volte su cartelloni pubblicitari, altre volte le famose palline ricoperte di glassa colorata fuoriescono vistosamente dalla busta della spesa di "casa Saeba".

## Accoglienza

### Manga
Nel 2016, il manga aveva venduto oltre 50 milioni di volumi tankōbon in tutto il mondo. Inoltre, la serie è stata distribuita in circa 900 milioni di copie della rivista manga Weekly Shōnen Jump tra il 1985 e il 1991, con quei numeri di Jump che hanno generato circa 2 miliardi di dollari. La serie è stata votata come la diciannovesima serie "Più potente" ad essere presente su Shōnen Jump.
In Manga: The Complete Guide, Jason Thompson ha descritto le storie del manga come "ben raccontate e divertenti". Eduardo M. Chavez di Mania.com descrive la serie come "divertente, sexy, piena di azione e a volte semplicemente sbattuta" e loda il mix di azione e commedia. Patrick King di Animefringe ha descritto la serie come "non il pezzo di finzione intellettualmente più stimolante che abbia mai sperimentato di recente", ma l'ha definita "un vero spasso da leggere".
Nel sondaggio Manga Sōsenkyo 2021 indetto da TV Asahi, 150 000 persone hanno votato la loro top 100 delle serie manga e City Hunter si è classificata al 57º posto.

### Anime
In un sondaggio del 2005 condotto da TV Asahi, City Hunter si è classificato al 66º posto tra le 100 serie TV animate più popolari votate dai telespettatori. Un sondaggio web della medesima emittente ha fatto arrivare City Hunter al 65º posto.
I personaggi Ryo e Kaori si sono dimostrati popolari tra i fan. Nel sondaggio Anime Grand Prix i lettori della rivista Animage hanno votato Ryo Saeba facendolo arrivare al secondo posto nella categoria Miglior personaggio maschile del 1988. Nel 1989, 1990 e 1991 è invece arrivato al primo posto. Nel 1992 è stato classificato al sesto posto. Kaori Makamura è stata votata quindicesima nella categoria Miglior personaggio femminile del 1988 per poi salire all'ottava posizione nel 1989. Kaori è poi arrivata quinta nel 1990 prima di scendere rispettivamente al sesto e all'undicesimo posto nel 1991 e nel 1992.
La prima sigla finale dell'anime, Get Wild dei TM Network, e un remix successivo uscito nel 1989, vendettero complessivamente 515 010 singoli in Giappone. La serie è stata popolare anche in Francia.

### Influenza culturale
Una replica del "martello da 100 tonnellate" di Kaori ha raccolto 1 832 milioni di yen (circa 14.168,69 euro) su Yahoo! Auctions nel 2007. È stato l'elemento di beneficenza più venduto dell'anno presente sul servizio online.
Nel 2012, i personaggi di Ryo, Kaori e Umibozu sono apparsi in un video per il musicista virtuale Mana. Mana è una collaborazione tra Hōjō e Tetsuya Komuro dei TM Network.
La copertina del singolo di Chris Brown del 2015, Zero, sarebbe stata presumibilmente copiata da uno degli schizzi di City Hunter di Hōjō.